# Tamburello a muro
Il tamburello a muro o, in piemontese, tambass è uno sport di squadra sferistico praticato con tamburello in Italia.
È una disciplina che prende nome dalla caratteristica che lo distingue dal tamburello tradizionale o a libero: il muro laterale d'appoggio. Ogni sferisterio, essendo principalmente rappresentato da piazze sotto i bastioni dei paesi, ha caratteristiche proprie che lo rendono unico donando a questa specialità un fascino particolare.

## Storia
Dall'inizio del secolo scorso sino gli anni settanta venne giocato soprattutto sotto forma di tornei paesani e come cornice a feste patronali, fino a che nel 1976 prese il via il primo Torneo di tamburello a muro del Monferrato. Dal 2002 tale torneo ha visto il sorgere progressivo di varie categorie, non più solo serie unica ma:
- Maschile: Serie A, B, C, D
- Femminile: Serie A, B
- Giovanili: Under 8, Under 10, Under 12A, Under 12B, Under 14A, Under 14B, Under 16, Under 18

## Diffusione geografica
Geograficamente possiamo collocare tale disciplina a cavallo tra le province di Asti e Alessandria, fino ad arrivare in alcuni casi nel centro Italia: basti pensare che nell'anno 2007 hanno partecipato ai vari campionati le formazioni di Faenza, Torrita di Siena e Sinalunga.

## Regolamento
Il regolamento rispecchia per gran parte quello del tamburello classico, con qualche piccola variante: può essere colpito il muro di appoggio tranne che in battuta, quest'ultima viene effettuata sempre dallo stesso lato del campo per 3 giochi consecutivi (trampolino) dopodiché si cambia campo. La partita è composta da 19 giochi, senza vantaggi sul 40 pari. In caso di 18 a 18 la partita si conclude con il pareggio. La lunghezza del campo di gioco nonché i tipi di tamburello e palla utilizzati variano in relazione alle categorie.